# Let Us Prey (film)
Pour les articles homonymes, voir Let Us Prey.
 (novembre 2020).
Pour plus de détails, voir Fiche technique et Distribution.
Let Us Prey est un film d'horreur britannico-irlandais réalisé par Brian O'Malley, sorti en 2014.

## Synopsis
À Inveree, petit village d'Écosse apparemment sans histoires, Rachel Heggie, la nouvelle recrue de la police locale, entame son service de nuit. Alors qu'elle patrouille dans le village, un homme est renversé sous ses yeux par Caesar, un délinquant local. Malgré la présence de sang sur les phares de la voiture, l'homme s'est mystérieusement volatilisé. L'officier Heggie emmène alors Caesar au poste de police pour qu'il y soit incarcéré. Peu de temps après, l'homme mystérieux est amené au poste par d'autres officiers de police. S'ensuivent une série de morts étranges et de révélations des plus sombres et des plus macabres secrets des protagonistes. Il se pourrait alors que l'homme mystérieux, dit Six, ne soit pas là par hasard.

## Fiche technique
- Titre : Let Us Prey
- Réalisation : Brian O'Malley
- Scénario : David Cairns, Fiona Watson
- Production : Zylo
- Musique :  Steve Lynch
- Photographie :  /
- Montage :  /
- Pays d'origine : Royaume-Uni, Irlande
- Genre : Horreur
- Durée : 92 minutes
- Dates de sortie : 
  -  Belgique : avril 2014 (sélection du BIFFF 2014)
  -  France :  17 avril 2014
- Classification : Interdit aux moins de 16 ans

## Distribution
- Liam Cunningham : Six
- Pollyanna McIntosh : Rachel Heggie
- Bryan Larkin : Jack Warnock
- Hanna Stanbridge :  Jennifer Mundie
- Douglas Russell :  MacReady
- Niall Greig Fulton : Duncan Hume
- Jonathan Watson : Ralph Beswick
- Brian Vernel : Caesar Sargison
- James McCreadie : Mulvey
- Sophie Stephanie Farmer : Rachel enfant

## Récompenses
- Méliès d’argent, attribué par le jury européen du Festival international du film fantastique de Bruxelles 2014.